# Anolis milleri
Anolis milleri – gatunek chronionej w Meksyku jaszczurki z rodziny Anolidae i kladu Iguania.

## Systematyka
Gatunek zaliczany jest do rodzaju Anolis, klasyfikowanego obecnie w monotypowej rodzinie Anolidae. W przeszłości rodzaj ten zaliczany był do rodziny legwanowatych (Iguanidae).

## Rozmieszczenie geograficzne
Zasięg występowania tego meksykańskiego endemitu zawiera się w obrębie północno-wschodniej części stanu Oaxaca, w tym w okolicach Quetzaltepec. Gad bytuje na wysokości około 1500 metrów n.p.m.

## Siedlisko
Okazy tego gatunku udało się odłowić dwa razy, w lesie tropikalnym wiecznie zielonym i w lesie mglistym: w latach czterdziestych i w latach siedemdziesiątych XX wieku. Istnieją też doniesienia o spotkaniu zwierzęcia w siedlisku zdegradowanym działalnością człowieka, ale to, czy potrafi on w takich warunkach przetrwać, wymaga potwierdzenia.

## Zagrożenia i ochrona
Przedstawicieli gatunku spotyka się z różną częstością w zależności od warunków środowiska. Trend liczebności populacji jest stabilny.
Zagrożenia dla tego gatunku obejmują pożary i przekształcanie lasów w tereny rolnicze. Jaszczurki tej nie odnotowano w obrębie żadnego obszaru chronionego, ale meksykańskie prawodawstwo zapewnia jej ochronę gatunkową.